# Гавацана
Гаваца̀на (на италиански: Gavazzana; на пиемонтски: Gavassauna, Гавасауна) е село и община в Северна Италия, община Касано Спинола, провинция Алесандрия, регион Пиемонт. Разположено е на 171 m надморска височина.